# Tournoi de tennis de Chengdu
Le tournoi de Chengdu est un tournoi de tennis professionnel masculin du circuit ATP, classé en catégorie ATP 250, qui se joue sur dur.
Il est organisé pour la première fois en 2016 en remplacement du tournoi de Kuala Lumpur, la même semaine que le tournoi de Shenzhen.

## Palmarès messieurs

### Simple
| No | Date       | Nom et lieu du tournoi | Catégorie                                           | Dotation                                            | Surface                                             | Vainqueur                                           | Finaliste                                           | Score                                               |                                                     |
| -- | ---------- | ---------------------- | --------------------------------------------------- | --------------------------------------------------- | --------------------------------------------------- | --------------------------------------------------- | --------------------------------------------------- | --------------------------------------------------- | --------------------------------------------------- |
| 1  | 26-09-2016 | Chengdu Open, Chengdu  | ATP 250                                             | 840 915 $                                           | Dur (ext.)                                          | Karen Khachanov                                     | Albert Ramos-Viñolas                                | 64-7, 7-63, 6-3                                     | Tableau                                             |
| 2  | 25-09-2017 | Chengdu Open, Chengdu  | ATP 250                                             | 1 028 885 $                                         | Dur (ext.)                                          | Denis Istomin                                       | Márcos Baghdatís                                    | 3-2, ab.                                            | Tableau                                             |
| 3  | 24-09-2018 | Chengdu Open, Chengdu  | ATP 250                                             | 1 070 040 $                                         | Dur (ext.)                                          | Bernard Tomic                                       | Fabio Fognini                                       | 6-1, 3-6, 7-67                                      | Tableau                                             |
| 4  | 23-09-2019 | Chengdu Open, Chengdu  | ATP 250                                             | 1 096 575 $                                         | Dur (ext.)                                          | Pablo Carreño Busta                                 | Alexander Bublik                                    | 65-7, 6-4, 7-63                                     | Tableau                                             |
| –  | 2020-2022  | Chengdu Open, Chengdu  | Tournoi annulé à cause de la pandémie à coronavirus | Tournoi annulé à cause de la pandémie à coronavirus | Tournoi annulé à cause de la pandémie à coronavirus | Tournoi annulé à cause de la pandémie à coronavirus | Tournoi annulé à cause de la pandémie à coronavirus | Tournoi annulé à cause de la pandémie à coronavirus | Tournoi annulé à cause de la pandémie à coronavirus |
| 5  | 20-09-2023 | Chengdu Open, Chengdu  | ATP 250                                             | 1 152 805 $                                         | Dur (ext.)                                          | Alexander Zverev                                    | Roman Safiullin                                     | 62-7, 7-65, 6-3                                     | Tableau                                             |
| 6  | 18-09-2024 | Chengdu Open, Chengdu  | ATP 250                                             | 1 171 655 $                                         | Dur (ext.)                                          | Shang Juncheng                                      | Lorenzo Musetti                                     | 7-64, 6-1                                           | Tableau                                             |

### Double
| No | Date       | Nom et lieu du tournoi | Catégorie                                           | Dotation                                            | Surface                                             | Vainqueurs                                          | Finalistes                                          | Score                                               |                                                     |
| -- | ---------- | ---------------------- | --------------------------------------------------- | --------------------------------------------------- | --------------------------------------------------- | --------------------------------------------------- | --------------------------------------------------- | --------------------------------------------------- | --------------------------------------------------- |
| 1  | 26-09-2016 | Chengdu Open, Chengdu  | ATP 250                                             | 840 915 $                                           | Dur (ext.)                                          | Raven Klaasen Rajeev Ram                            | Pablo Carreño-Busta Mariusz Fyrstenberg             | 7-62, 7-5                                           | Tableau                                             |
| 2  | 25-09-2017 | Chengdu Open, Chengdu  | ATP 250                                             | 1 028 885 $                                         | Dur (ext.)                                          | Jonathan Erlich Aisam-Ul-Haq Qureshi                | Marcus Daniell Marcelo Demoliner                    | 6-3, 7-63                                           | Tableau                                             |
| 3  | 24-09-2018 | Chengdu Open, Chengdu  | ATP 250                                             | 1 070 040 $                                         | Dur (ext.)                                          | Ivan Dodig Mate Pavić                               | Austin Krajicek Jeevan Nedunchezhiyan               | 6-2, 6-4                                            | Tableau                                             |
| 4  | 23-09-2019 | Chengdu Open, Chengdu  | ATP 250                                             | 1 096 575 $                                         | Dur (ext.)                                          | Nikola Čačić Dušan Lajović                          | Jonathan Erlich Fabrice Martin                      | 7-69, 3-6, [10-3]                                   | Tableau                                             |
| –  | 2020-2022  | Chengdu Open, Chengdu  | Tournoi annulé à cause de la pandémie à coronavirus | Tournoi annulé à cause de la pandémie à coronavirus | Tournoi annulé à cause de la pandémie à coronavirus | Tournoi annulé à cause de la pandémie à coronavirus | Tournoi annulé à cause de la pandémie à coronavirus | Tournoi annulé à cause de la pandémie à coronavirus | Tournoi annulé à cause de la pandémie à coronavirus |
| 5  | 20-09-2023 | Chengdu Open, Chengdu  | ATP 250                                             | 1 152 805 $                                         | Dur (ext.)                                          | Sadio Doumbia Fabien Reboul                         | Francisco Cabral Rafael Matos                       | 4-6, 7-5, [10-7]                                    | Tableau                                             |
| 6  | 18-09-2024 | Chengdu Open, Chengdu  | ATP 250                                             | 1 171 655 $                                         | Dur (ext.)                                          | Sadio Doumbia Fabien Reboul                         | Yuki Bhambri Albano Olivetti                        | 6-4, 4-6, [10-4]                                    | Tableau                                             |